# Никулеску-Бузешти, Григоре
Григоре Никулеску-Бузешти (рум. Grigore Niculescu-Buzeşti; 1 августа 1908, Сарата, Валахия (ныне Саратского района Одесской области Украины) — 12 октября 1949, Нью-Йорк, США) — румынский дипломат, политический и государственный деятель, министр иностранных дел Румынии (23 августа — 2 ноября 1944).

## Биография
До 1929 года обучался на юридическом факультете Бухарестского университета.
С 1930 года — на дипломатической работе в Министерстве иностранных дел Румынии: третий секретарь (1933), второй секретарь (1937), первый секретарь (1941), советник (1943), первый советник посольства I (апрель 1944) и полномочный министр (с августа 1944).
Одновременно с обязанностями в министерстве был отправлен за границу в качестве секретаря румынской дипломатической миссии при Лиге Наций (Женева) (1933—1935), секретаря посольств Румынии в Стокгольме (1937—1939) и Риге (1939—1940). Вернувшись в Румынию, возглавил Управление кабинета и шифрования (с мая 1941), Управление по экономическим и административным вопросам (с июня 1944) и Управление кадров (с августа 1944).
Был одним из участников заговора против румынского диктатора Иона Антонеску. Григоре Никулеску-Бузешти получил ряд совершенно секретной информации, которую передал королю Михаю I и его окружению, что позволило отстранить от власти Иона Антонеску.
После свержения Антонеску 23 августа 1944 г., Николеску-Бузешти был назначен министром иностранных дел в правительстве генерала Константина Сэнэтеску (23 августа — 2 ноября 1944). Сменил на этом посту Михая Антонеску. На смену ему пришёл Константин Вишоиану.
После окончания войны бежал из Румынии. Вскоре после своего вынужденного отречения от престола король Михай I встретился с Николеску-Бузешти и предложил ему формирование Национального комитета Румынии, который состоял бы из трех партий: Крестьянской, Либеральной и Социал-демократической. Основал антикоммунистический Румынский национальный комитет (Comitetul National Roman) из эмигрантов в 1949 году, который объявил себя румынским правительством в изгнании.
Умер 12 октября 1949 в Нью-Йорке .